# MH Őr- és Biztosító Zászlóalj
A Magyar Honvédség Őr- és Biztosító Zászlóalj (MH ŐBZ) egy a KFOR kötelékében szolgáló önálló, ideiglenes, magyar katonai kontingens. Az egység a koszovói Pristinában található Szent László táborban állomásozik. A zászlóalj felállításáról az Országgyűlés 1999-ben határozott. Létszáma kezdetben körülbelül 350 fő volt, ami napjainkban körülbelül 260 főre csökkent. Feladata a KFOR főharcálláspont közvetlen biztosítása, járőrözés, VIP és szállítmány kísérés, rendezvények biztosítása, Mobil Ellenőrző Áteresztő Pontok (EÁP) telepítése és működtetése. A kontingens része egy Megelőző Egészségügyi Laboratórium is, amely mikrobiológiai, virológiai, szerológiai, élelmiszer és vízhigiéniai és környezethigiéniai vizsgálatokat végez.

## Felépítése, egységei
- Zászlóalj törzs
- Támogató század
- Őr és biztosító század
- Egészségügyi központ
- Megelőző egészségügyi laboratórium

## Parancsnokok
| Fsz. | Kontingensparancsnok                | -tól/-ig                       | Megjegyzés |
| ---- | ----------------------------------- | ------------------------------ | ---------- |
| 1    | Papp Gyula alezredes                | 1999. július – 2000. január    |            |
| 2    | Kovács József alezredes             | 2000. január – 2000. június    |            |
| 3    | Búza Gyula alezredes                | 2000. június – 2001. január    |            |
| 4    | Kósa Sándor alezredes               | 2001. január – 2001. július    |            |
| 5    | Takács Attila alezredes             | 2001. július – 2002. január    |            |
| 6    | Zsigmond Kálmán alezredes           | 2002. január – 2002. július    |            |
| 7    | Farkas Imre őrnagy                  | 2002. július – 2003. január    |            |
| 8    | Krizsán Tibor alezredes             | 2003. január – 2003. július    |            |
| 9    | Szél Tibor alezredes                | 2003. július – 2004. február   |            |
| 10   | Kovács József alezredes             | 2004. február– 2004. augusztus |            |
| 11   | Mészáros Ferenc alezredes           | 2004. augusztus – 2005. január |            |
| 12   | Lippai Péter alezredes              | 2005. január – 2005. augusztus | forrás:    |
| 13   | Eckhardt Zoltán alezredes           | 2005. augusztus – 2006. január | forrás:    |
| 14   | Kovács József alezredes (másodszor) | 2006. január – 2006. augusztus | forrás:    |
| 15   | Nagy Sándor alezredes               | 2006. augusztus – 2007. január | forrás:    |
| 16   | Korom Ferenc alezredes              | 2007. január – 2007. augusztus | forrás:    |
| 17   | Rédei Róbert alezredes              | 2007. augusztus – 2008. január | forrás:    |
| 18   | Megtért István alezredes            | 2008. január –                 | forrás:    |